# Coleophora magnatella
Coleophora magnatella é uma espécie de mariposa do gênero Coleophora pertencente à família Coleophoridae.